# José Luis González Vázquez
José Luis González Vázquez, conegut com a González (Elgoibar, Guipúscoa, 27 d'agost de 1964) és un porter de futbol basc ja retirat. Va ser porter de la Reial Societat, del València CF i del Reial Valladolid en la Primera divisió espanyola entre els anys 1985 i 1995. González era un porter de grans reflexos i elasticitat sota els pals, encara que també bastant irregular.
González és conegut principalment per dues raons; per haver estat el substitut del mític Luis Arconada en la porteria de la Reial Societat i per haver estat el porter que va parar el famós penal de Đukić, un penal errat pel jugador serbi del Deportivo de La Corunya en els últims minuts de l'últim partit de la Lliga de la temporada 1993-94, que d'haver entrat hagués suposat el primer títol de Lliga de la història dels gallecs.

## Inicis
Va jugar en l'Elgoibar de la seva localitat natal, d'on va ser fitxat per la Reial Societat el 1982. Durant diverses campanyes va pertànyer al Sant Sebastià CF, equip filial de la Reial Societat, que jugava en Segona divisió B. El seu debut amb el primer equip de la Reial es va produir el 13 de novembre de 1984 en un partit de Copa del Rei contra el Club Deportivo Santurtzi.
No obstant això la seva gran oportunitat amb la Reial es va produir a la temporada següent (1985-86). En aquell any González seguia sent part de la plantilla del filial i podia considerar-se-li el tercer porter de la Reial Societat. L'amo indiscutible de la porteria donostiarra, el mític Luis Miguel Arconada va sofrir una greu lesió en el primer partit de Lliga que li va apartar de l'equip tota la temporada i el seu lloc va ser ocupat pel jove guardameta suplent Elduayen. González va ser promocionat al primer equip per a ocupar la plaça suplent deixada per Elduayen.
Elduayen va tenir minuts al llarg de la temporada, el que li va reportar una bona reputació i li va valdre el fitxatge al final de l'any per un equip important, l'Atlètic de Madrid deixant pas lliure a González com segon porter de l'equip; a més a més una lesió a mitjan campanya que va sofrir Elduayen, va permetre a González debutar en Primera divisió i gaudir de 13 partits al llarg de l'any, el que li va donar certa experiència en la categoria.
Aquells primers partits en Primera van mostrar un González encara passerell, al que el debut en la màxima categoria va agafar possiblement abans d'hora. A l'any següent, en la temporada 1986-87, Arconada recuperat de la seva lesió va tornar a ocupar sense discussió la porteria reialista, encara que la marxa d'Elduayen va permetre a González convertir-se en el porter suplent d'Arconada. González va ser testimoni des de la banqueta del títol de Copa del Rei obtingut per la Reial Societat en aquesta campanya i del doble subcampionat Lliga-Copa de la següent.
Durant aquestes següents temporades, González va ser l'etern suplent d'Arconada, gaudint només d'uns pocs partits a l'any. No obstant això, aquesta situació va variar substancialment quan Arconada va anunciar la seva retirada al final de la temporada 1988-89.
Amb l'experiència acumulada en els anys anteriors de suplència i amb 24 partits a l'esquena en Primera divisió, González es va perfilar amb el substitut natural d'Arconada en la porteria reialista a partir de la retirada d'aquest el 1989. Durant tres anys va ser l'amo indiscutible del marc donostiarra quallant excel·lents actuacions. Va destacar la temporada 1989-90 en la qual la Reial Societat es va classificar en cinquè lloc i va obtenir una plaça per a disputar la Copa de la UEFA. No obstant això les actuacions de González en el marc reialista es van veure aombrades per les contínues comparances que realitzaven els afeccionats amb el seu antecessor en el lloc. Incapaç d'arribar a ser un nou Arconada; González va acceptar l'oferta que li va realitzar un equip gran com el València CF el 1992 i va provar sort lluny de casa. Tenia 28 anys. En total González va estar 7 campanyes en la Reial Societat, on va disputar 154 partits oficials, 134 d'ells en la Primera divisió espanyola.

## Estada en el València i el penal de Đukić
L'estada de González en el València no pot considerar-se reeixida. González va arribar al València CF com important fitxatge i a priori porter titular de l'equip. Va arribar com recanvi del ja veterà porter valencianista Sempere, que tenia per aquell temps 34 anys, però sorprenentment Sempere li va guanyar la partida per la titularitat en la porteria valencianista.
En les dues temporades que va romandre en el club, González va jugar tan sols 12 partits de Lliga. L'equip va caminar en la zona alta de la taula, però tampoc va obtenir títols, sent el més destacable el 4t lloc de la temporada 1992-93, que va valer al València un lloc en la Copa de la UEFA. No obstant això, González va passar a la història en el seu últim partit com valencianista. Era l'última jornada de Lliga de la temporada 1993-94, en un partit que resultava intranscendent per al València, però vital per al seu rival, el Deportivo de La Corunya, que es jugava el títol de Lliga. El partit va arribar als minuts finals amb empat a zero, quan l'àrbitre va xiular un penal a favor dels gallecs. El marcar aquell penal hagués suposat el primer títol de Lliga de la història del Deportivo, però González va parar el penal llançat per Miroslav Đukić deixant-los sense títol i brindant la quarta Lliga consecutiva al Futbol Club Barcelona del Dream Team. Aquell final de Lliga es recorda a Espanya com un dels més dramàtics i emocionants de la història. Amb relació a aquest partit l'any 2008, Giner, un dels jugadors del València, va admetre que el F.C. Barcelona els va prevaler per aconseguir un empat o una victòria en aquell partit.

## Reial Valladolid i altres
El 1994, a punt de complir els 30 anys, González va abandonar el València, on no havia assolit quallar i va fitxar per un equip més modest de la lliga espanyola, el Reial Valladolid. A Valladolid, González va disposar de més minuts que a València, sent el porter titular la major part de l'any. No obstant això no pot evitar que el seu equip ocupés la dinovena plaça i descendís a la Segona divisió.
Afortunadament per al seu equip, el Reial Valladolid va ser repescat al final de temporada per a la Primera divisió a causa dels problemes econòmics de Celta de Vigo i Sevilla FC. González no va tenir continuïtat en l'equip val·lisoletà a causa del fet que va sorgir la figura emergent de César, que es va fer en la campanya següent amb la titularitat absoluta, deixant al porter basc sense cap minut de joc.
El 1996 a mitjan campanya fitxa pel Club Atlético Marbella de Segona divisió. El Marbella es veu abocat al descens aquesta temporada ocupant l'última plaça de la categoria. Llavors González fitxa per a la temporada 1996-97 pel Xerez CD, equip de la Segona divisió B. En la seva primera campanya ascendeix amb els xerecistes. No obstant això, el seu club descendiria a l'any següent de categoria, encara que González viuria un nou ascens a Segona divisió en la temporada 2000-01.
La temporada següent, va signar pel CD San Fernando de Segona divisió B, equip en el qual es retiraria finalment.
Actualment té el títol d'entrenador i ostenta càrrecs tècnic (és l'entrenador de porters) en el Xerez CD.